# Cirigliano
Cirigliano (Ceregliàne in dialetto lucano) è un comune italiano di 273 abitanti della provincia di Matera in Basilicata.

## Geografia fisica
Cirigliano è un piccolissimo comune che sorge a 656 m s.l.m. (anche se alcune zone comunali arrivano anche a 1200 m s.l.m.) nella parte centro-occidentale della provincia di Matera.
Confina a nord con il comune di Accettura (17 km), a sud e ad ovest con il comune di Gorgoglione (6 km) e ad est con il comune di Stigliano (14 km) e Pietrapertosa (Pz) (18 km) a Nord est.

## Storia
La prima testimonianza scritta dell'esistenza del paese risale al 1060 da una bolla della diocesi di Tricarico. Trae la sua etimologia da “Caerellius” perché edificato nella proprietà di Cerellio presumibile centurione Romano al quale furono donate queste terre per meriti sul campo di battaglia. Si dice che Cirigliano fosse una tappa obbligata per chi da Heraclea doveva recarsi a Potenza o a Tricarico. (I luoghi deputati alla sosta erano la panetteria di Cirigliano e la taverna di Acinello).
Il paese è cinto da torri e mura a conferma che trattasi di un borgo medievale. Nel centro del paese si erge imponente l'antico castello feudale con la sua suggestiva torre ovale e l'annessa cappella dell'Addolorata nella quale si conserva tra l'altro una Pietà del seicento incastonata su un tempietto di legno decorato.
Cirigliano è appartenuta come marchesato alla famiglia di Lorenzo di sessa di Cirigliano(ramo napoletano dei di Lorenzo), la quale trasmise il titolo di marchesi di Cirigliano alla famiglia Gaetani d'Aragona di Gaeta con il matrimonio tra il Conte Don Nicola Gaetani d'Aragona e la Marchesa di Lorenzo di sessa di Cirigliano nel 1640.
Il Castello di proprietà dei Coppola (acquistato da questi ultimi per 13.000 ducati dalla famiglia Iannellis nel 1595) fu acquistato in epoca post-medioevale (1750) dai baroni Formica, che ne conservano ancora oggi la proprietà.

### Brigantaggio dopo l'Unità d'Italia
Nella giornata del 12 novembre 1861 le formazioni capitanate Carmine Crocco e José Borjes, mossero verso Cirigliano per disarmare i militi della locale guardia nazionale. Bene accolti, fecero sosta per un paio d'ore prima di muovere verso Gorgoglione che raggiunsero nel primo pomeriggio..

## Monumenti e luoghi d'interesse

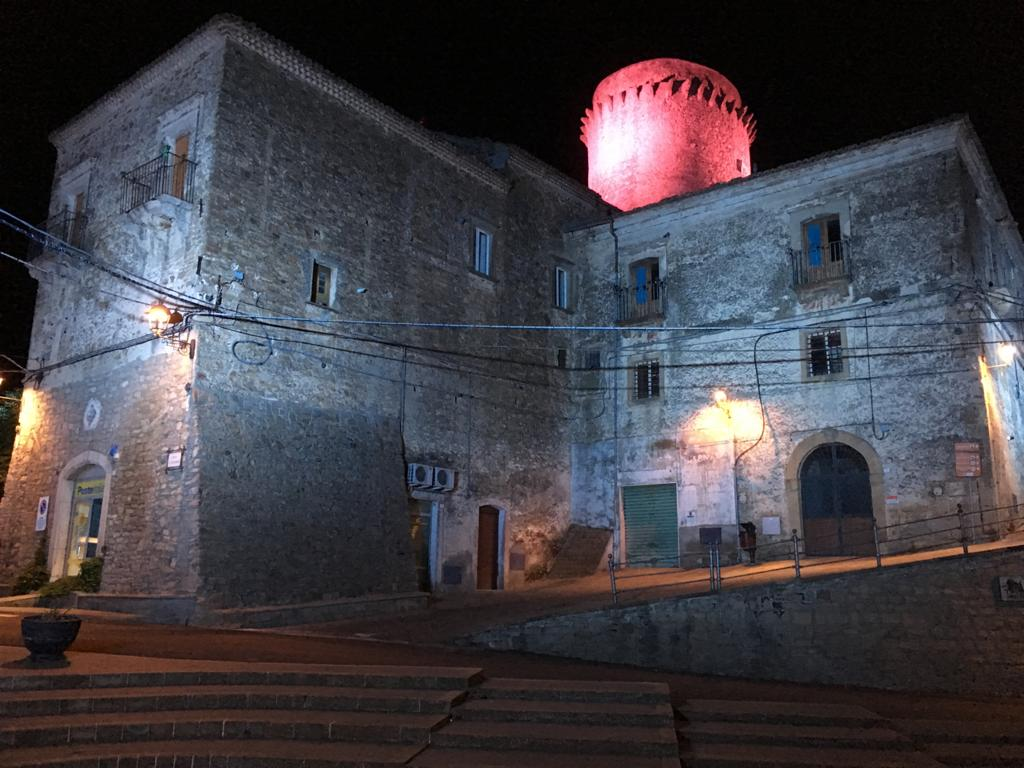
Cirigliano, castello baronale

La Chiesa Madre conserva pregevoli dipinti ed affreschi; è andata invece perduta una pregiata statua lignea del Beato Stefano Seno.
Fra la Chiesa Madre e il castello baronale si può ammirare il grazioso ed accogliente centro storico con le sue "strette", le abitazioni ad archetti e piccole volti nonché gli antichi palazzi tra i quali spicca palazzo Fanelli (ex proprietà della famiglia Giuncale), sede della casa parrocchiale e della casa di riposo per anziani.
Vi sono sul territorio del Comune i resti di 3 mulini ad acqua:
- mulino Santa Maria Vignola, costruito nell'anno della carità 1848 dai Formica;
- mulino Don Carmine;
- mulino di Rupicelli, riservato solo agli abitanti dell'omonima contrada.

Il paese, dal castello ai palazzi, dalle case alle strade, è tutto rigorosamente costruito in "pietra di Cirigliano".
La pietra di Cirigliano, ancora oggi estratta dalle sue cave, costituisce un'importante risorsa per l'artigianato che la lavora e per la sua commercializzazione. Esempi evidenti di valorizzazione della pietra sono la cappella di Santa Lucia e la piazza del paese.
A circa due km dal paese, tra il verde degli ulivi e dei vigneti, si può ammirare la grotta dedicata alla Madonna e scavata nella roccia viva da un brigante pentito.

## Società

### Evoluzione demografica
Abitanti censiti

La popolazione ciriglianese, da sempre dedita all'agricoltura e alla pastorizia, ha registrato fin dagli inizi del novecento un notevole calo demografico perché coinvolta pesantemente dal fenomeno dell'emigrazione che ne ha ridotto continuamente la popolazione residente scesa dopo il 2000 al di sotto delle 500 unità.

## Cultura
Il territorio di Cirigliano prevalentemente montano è ricco di boschi di alto fusto e di sorgenti. La fonte d'acqua Furr a 1000 m s.l.m., catalogata come oligominerale, è particolarmente indicata per la cura dell'apparato digerente. Nella vicinanze della sorgente d'acqua Furr si trova il parco avventura "Lucania Outdoor Park" e un ristorante di proprietà comunale. Vi è poi a 1200 m s.l.m. un villaggio turistico tra il bosco di Montepiano e le Dolomiti lucane.
Manifestazioni tradizionali più significative per Cirigliano sono: il carnevale e la torre d'argento.
Il carnevale, di antichissima tradizione culturale (1200-1300), rito propiziatorio tra il sacro e il profano rappresenta le stagioni e i mesi dell'anno esaltando per ognuno di essi le colture e le tradizioni proprie.
La "Torre d'argento" è una manifestazione culturale più recente nella quale viene attribuito il premio omonimo ad un personaggio Lucano distintosi oltre i confini regionali nei vari campi della vita sociale.
Il gruppo musicale di rock progressivo Atlantide fu fondato nel 1973 dai quattro fratelli Sanseverino di Cirigliano, da dove partirono per trasferirsi in Germania.
Cirigliano è inserito nel percorso del Cammino delle ginestre che attraversa anche i Comuni di Aliano, Accettura e Stigliano e prende il nome dalle piante di ginestra presenti in gran numero lungo i 50 chilometri del cammino.

### Cucina
Piatti tipici di Cirigliano sono le letratte, un tipo di pasta fatta in casa, e la rafanata, una frittata a base di rafano.